# Tổ khúc Pháp
Tổ khúc Pháp, BMW 812-817 là tập hợp 6 tổ khúc được nhà soạn nhạc người Đức Johann Sebastian Bach viết cho đàn clavier (harpsichord hoặc clavichord) trong các năm 1722 đến 1725. Các bản tổ khúc này sau đó được đặt tên là Tổ khúc Pháp (tên này được sử dụng lần đầu tiên bởi Friedrich Wilhelm Marpurg vào năm 1762) với nghĩa tương phản với Tổ khúc Anh, tiêu đề có thể đã xuất hiện sau đó. Cái tên Tổ khúc Pháp đã được xác nhận bởi Johann Nikolaus Forkel. Theo ông này, trong cuốn tiểu sử viết về Bach (ông hay viết về tiểu sử của Bach), "cái tên Tổ khúc Pháp là phổ biến bởi vì các tổ khúc này được viết theo phong cách Pháp". Tuy nhiên, sự xác nhận này là không đúng, bởi như theo nhiều bản tổ khúc khác của Bach, ta thấy chúng được viết theo lối của Ý nhiều. 

## Âm thanh

### Tổ khúc số 3
| Phần Courante |  |
|               |  |
|               |  |

| Phần Sarabande |  |
|                |  |
|                |  |

| Phần Gigue |  |
|            |  |
|            |  |

| Phần Menuet |  |
|             |  |
|             |  |

| Phần Allemande |  |
|                |  |
|                |  |

| Phần Trio |  |
|           |  |
|           |  |

| Phần Gavotte |  |
|              |  |
|              |  |

### Tổ khúc số 5
| Phần Gavotte |  |
|              |  |
|              |  |

| Phần Loure |  |
|            |  |
|            |  |

| Phần Gigue |  |
|            |  |
|            |  |

| Phần Sarabande |  |
|                |  |
|                |  |

| Phần Bourree |  |
|              |  |
|              |  |

| Phần Courante |  |
|               |  |
|               |  |

| Phần Allemande |  |
|                |  |
|                |  |

### Tổ khúc số 6
| Phần Allemande |  |
|                |  |
|                |  |

| Phần Polonaise |  |
|                |  |
|                |  |

| Phần Gavotte |  |
|              |  |
|              |  |

| Phần Bourre |  |
|             |  |
|             |  |

| Phần Sarabande |  |
|                |  |
|                |  |

| Phần Gigue |  |
|            |  |
|            |  |

| Phần Courante |  |
|               |  |
|               |  |

| Phần Menuet |  |
|             |  |
|             |  |